# Epidendrum veltenianum
Epidendrum veltenianum är en orkidéart som beskrevs av Marcos Antonio Campacci. Epidendrum veltenianum ingår i släktet Epidendrum och familjen orkidéer. Inga underarter finns listade i Catalogue of Life.